# When the Wind Blows (album)
When the Wind Blows je soundtrack ke stejnojmennému animovanému filmu režiséra Jimmyho Murakamiho. Album bylo vydáno na podzim 1986 (viz 1986 v hudbě).
Album When the Wind Blows složili a nahráli různí hudebníci. Na první straně LP desky se nachází pět písní od několika umělců: Davida Bowieho, Hugh Cornwella, Genesis, Squeeze a Paula Hardcastla. Druhá část alba obsahuje 10 skladeb od baskytaristy Rogera Waterse, který je nahrál se svou kapelou The Bleeding Heart Band.
Film vypráví o výbuchu sovětské jaderné bomby ve Spojeném království z pohledu důchodcovského páru Jima a Hildy Bloggových.

## Seznam skladeb
| Strana 1 | Strana 1             | Strana 1                   | Strana 1        | Strana 1 |
| Pořadí   | Název                | Autor                      | Interpret       | Délka    |
| -------- | -------------------- | -------------------------- | --------------- | -------- |
| 1.       | When the Wind Blows  | Bowie, Kizilcay            | David Bowie     | 3:35     |
| 2.       | Facts and Figures    | Sampson                    | Hugh Cornwell   | 4:19     |
| 3.       | The Brazilian        | Banks, Collins, Rutherford | Genesis         | 4:51     |
| 4.       | What Have They Done? | Difford, Tilbrook          | Squeeze         | 3:39     |
| 5.       | The Shuffle          | Hardcastle                 | Paul Hardcastle | 4:16     |

| Strana 2       | Strana 2              | Strana 2       | Strana 2                               | Strana 2 |
| Pořadí         | Název                 | Autor          | Interpret                              | Délka    |
| -------------- | --------------------- | -------------- | -------------------------------------- | -------- |
| 1.             | The Russian Missile   | Waters         | Roger Waters & The Bleeding Heart Band | 0:10     |
| 2.             | Towers of Faith       | Waters         | Roger Waters & The Bleeding Heart Band | 7:00     |
| 3.             | Hilda's Dream         | Waters         | Roger Waters & The Bleeding Heart Band | 1:36     |
| 4.             | The American Bomber   | Waters         | Roger Waters & The Bleeding Heart Band | 0:07     |
| 5.             | The Anderson Shelter  | Waters         | Roger Waters & The Bleeding Heart Band | 1:13     |
| 6.             | The British Submarine | Waters         | Roger Waters & The Bleeding Heart Band | 0:14     |
| 7.             | The Attack            | Waters         | Roger Waters & The Bleeding Heart Band | 2:53     |
| 8.             | The Fall Out          | Waters         | Roger Waters & The Bleeding Heart Band | 2:04     |
| 9.             | Hilda's Hair          | Waters         | Roger Waters & The Bleeding Heart Band | 4:20     |
| 10.            | Folded Flags          | Waters         | Roger Waters & The Bleeding Heart Band | 4:51     |
| Celková délka: | Celková délka:        | Celková délka: | Celková délka:                         | 45:36    |

## Obsazení
- The Bleeding Heart Band
  - Roger Waters – baskytara, akustická kytara, zpěv (7, 15)
  - Jay Stapley, Snowy White – elektrická kytara
  - John Gordon – baskytara
  - Matt Irving – klávesy, varhany
  - Nick Glennie-Smith – piano, varhany
  - John Linwood – automatický bubeník
  - Freddie Krc – bicí, perkuse
  - Mel Collins – saxofon
  - Clare Torry – vokály (7)
  - Paul Carrack – klávesy (15), vokály (15)